# LOVE & HONESTY
『LOVE & HONESTY』（ラヴ・アンド・オネスティ）は、BoAの3枚目のオリジナルアルバム。2004年1月15日にavex traxから発売された。

## 概要
CCCDでの発売であった。初回盤（3,800円）はDVD付き。DVDの詳細は下記で記す。
収録曲の「Be the one」は2月にシングルカットされた。しかし両A面シングル「Shine We Are!／Earthsong」の2曲目「Earthsong」は収録されていない。なお、これを含めれば収録曲の半分以上（13曲中7曲）がシングル曲（実質トリプルA面シングルの「DOUBLE」は3曲とも収録）となる。
オリジナルアルバムとしては、『LISTEN TO MY HEART』から3作連続で初登場1位を記録した。初動は29.7万枚。

## 収録曲
1. Rock With You [4:14]
  - 作詞：藤林聖子／作曲：原一博／編曲：AKIRA
  - 12thシングル
2. Shine We Are! [5:05]
  - 作詞：渡辺なつみ／作曲・編曲：原一博
  - 10thシングル
3. SOME DAY ONE DAY feat. VERBAL（m-flo）[4:34]
  - 作詞：高籐晶・VERBAL／作曲：原田憲／編曲：k-muto・前田和彦
  - m-floのVERBALとのコラボレーション曲。
4. LOVE & HONESTY [4:42]
  - 作詞：BoA・渡辺なつみ／作曲・編曲：face 2 fAKE
  - BoA、渡辺なつみ作詞のバラード。
5. Midnight Parade [4:22]
  - 作詞：藤林聖子／作曲：BOUNCEBACK／編曲：AKIRA
  - 11thシングル「DOUBLE」収録曲。
6. Be the one [3:47]
  - 作詞・作曲：Stephen A.Kipner・David Frank・Nate Butler／日本語詞：Kenn Kato／編曲：平田祥一郎
  - 後に13thシングルとしてシングルカットされる。なお、アルバムとシングルではアレンジに違いは無い。
7. EXPECT [4:20]
  - 作詞：山本成美／作曲：Kim Hiroshi／編曲：平田祥一郎

ホンダ『COME COME Honda Fair』CMソング。
8. OVER ～across the time～ [5:49]
  - 作詞：園田凌士／作曲・編曲：松原憲
9. 心の手紙 [4:50]
  - 作詞：園田凌士／作曲・編曲：小森田実
10. DOUBLE [3:29]
  - 作詞：渡辺なつみ／作曲：原一博／編曲：h-wonder
  - 11thシングル
11. Easy To Be Hard [4:55]
  - 作詞：相田毅／作曲・編曲：AKIRA
12. Song With No Name ～名前のない歌～ [3:06]
  - 作詞：相田毅／作曲：葛谷葉子／編曲：松原憲
13. Milky Way -君の歌-（Bonus Track）[3:20]
  - 作詞・作曲・編曲：Kenzie／日本語詞：藤林聖子
  - 11thシングル「DOUBLE」収録曲。

### DVD
1. Shine We Are! (VIDEO CLIP)
2. Rock With You (VIDEO CLIP)
3. NO.1(VIDEO CLIP)
4. Rock With You (Making of VIDEO CLIP)

BONUS CONTENTS
1. COMMERCIAL FILMS
  - SKECHERS TVCF (VALENTI English Ver.)
  - カルピスウォーター TVCF (Shine We Are!)
  - アミノカルピス TVCF (Shine We Are!)
  - Honda「COME COME Honda!」 TVCF (DOUBLE)
  - ロッテ マカダミアチョコレート TVCF (Midnight Parade)
  - 東芝携帯電話 A5501T (au) TVCF (Rock With You)

2. INTERVIEW